# 사동초등학교 (부산)
사동초등학교(沙洞初等學校)는 대한민국 부산광역시 사하구에 있는 공립 초등학교이다.
사동초등학교는 옛날 사하와 낙동에 학급을 분리하 사하와 낙동을 줄여 사동국민학교라고 이름을 지었다.
사실 사동초등학교는 1888년에지어진 건물이다 하지만 1920년 학교를 다신 재건축해서 학교는 기존 3층애서 6층으로 더늘어졌다, 당시이는 승학산 국민학교 였기에 그 당시엔 학생수가 무려 1000명을 넘길 정도에 학생이 있어서 6층으로 지었다고 한다, 하지만 2003년 사동초등학교 화재 대참사로 인해 5층으로 줄여졌다.

2003년 1월 28일 대부분 사람들이 모르는 사동초등학교 화재 대참사가 잃어났다,하지만 이 일 이후인 정확 히 한 달 후 대구지하철 방화참사가 발생 하였다, 화재 이유는 가로등이 폭팔하여 생기 화재로 추측한다, 화재 범위는 에덴동산타운에서 당리신익 아파트이다, 처음에는 방화참사인것으로 알려졌지만 한 달이 지난 2월28일 날에 가로등이 폭팔하여 생긴 화재참사라고 알려졌다,이사건이 뉴스에 나왔지만 학교측에서는 뉴스를 당장 없에라고 소송을 내려 결국은 그 뉴스 조차 볼 수 없게 되었다. (사망자:2000명,부상자:1500명)
사실 사동국민학교가 생기기 이전에 승학산 국민학교 라는 사립 초등학교가 있었다, 하지만 이 학교는 사동국교가 개교 되면서도 자리를 지켰는데 1997년 IMF외한위기로 인해 폐교 되었다(사동초등학교는 초기에 사립이었다가 1997년 이후로 공립으로 변경되었다.
그리고 2004년4월4일 경에 사동초등학교 창고에서 실종자 시신이 발견된 적이 있다, 가해자는 70세 남성이었는데 치메인것으로 확인되었다.
승학산국민학교(개교:1888년~폐교:1997년)
사동초등학교는 특별한 행사를 많이한다, 등교하다가 행사를 하는 걸 보면 바로 그곳으로 뛰쳐간다, 그러면은 간식이나 상품을 받을 수 있는 행사를 한다.
현재 사동초등학교는 학생 수가 점차 줄어가고 있다, 급식실 환경과 학교환경은 괜찮은데 학생이 점차 줄어가는 모습을 보니 저출산 문제가. 심각하다고 느낄 수 있다.
옛날에는 2007년 이전에는 시내 500-1번이 학교 위에까지 올라와 운행을 했다, 그리고 그 500-1번 버스는 현재에 사하2번 버스가 되었다.
당시노선(사동초등학교 입구>사동초등학교>사동병설 유치원 입구>대암아파트역 이 후 역순)

## 학교 연혁
- 1991년 10월 15일: 개교

## 참고 자료
- 사동초등학교 - 한국교육학술정보원 학교알리미
- KBS뉴스, MBC뉴스데스크, SBS뉴스